# セガンティーニ美術館

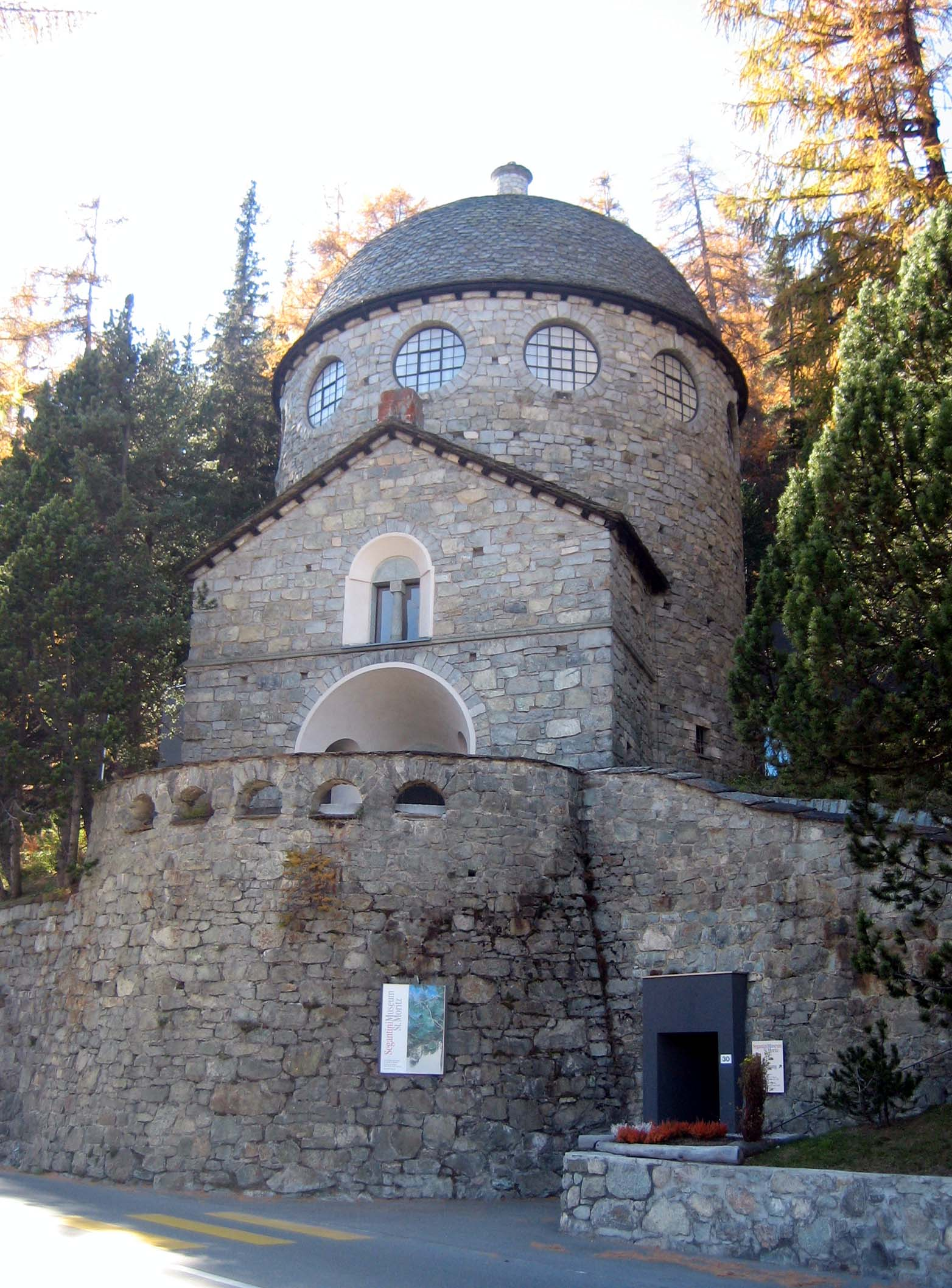

セガンティーニ美術館 (ドイツ語：Segantini Museum)は、スイス東南部、グラウビュンデン州、オーバーエンガディン地方の基礎自治体、サンモリッツにある美術館で、画家、ジョヴァンニ・セガンティーニの重要な作品を所蔵、展示している。
ジョヴァンニ・セガンティーニは、主にアルプスの風景を題材とした絵画を残し、アルプスの画家として知られている（1858年～1899年）。晩年はオーバーエンガディン地方のマローヤに住み、この地方の山岳風景を精力的に描いた。
セガンティーニ美術館は、サン・モリッツのドルフ地区とバート地区の間に位置し、周辺一帯は森に囲まれている。石造りのドーム型の建物は、セガンティーニが1900年のパリ万博のために準備していた展示会デザインをモデルに作られた。セガンティーニが作品を制作中に急逝したシャフベルクの山小屋の方を向いて建てられている。
オープンは1908年。1998年～1999年に修復・拡張されている。最上階の印象的なドーム部分には、アルプス三部作、「生成（生）」「存在（自然）」「消滅（死）」が展示されている。

## 主な所蔵作品
- アルプス三部作「生・自然・死」
- アルプスの真昼
- 湖を渡るアヴェ・マリア
- 水の飲む茶色い雌牛
- 生の天使